# Mohamed Badawi
Mohamed Badawi (Omdurmán, 1965) es un lingüista, editor, traductor, profesor universitario, asesor de empresas, cantante y compositor sudanés. Además es el fundador del “Sudan Education Project“ (Proyecto de educación para el Sudán).

## Vida
La familia de Mohamed Badawi pertenece a la orden sufí de los Qadiriyya. Badawi creció en Sudán, pero vive en Europa desde 1984. Entre 1984 y 1993 estudió francés, Filología Árabe, lingüística teórica y alemán en las universidades de Lyon, Francia y Constanza, Alemania. En 1997 escribió una tesis doctoral en la facultad de lingüística de la Universidad de Constanza. Vive con su familia en Constanza. Es autor de varios libros de texto de árabe y editor de los "As-Sabil - Sammelbände für den Kulturpluralismus" (As-Sabil – Antologías para el pluralismo cultural), que tratan de la cultura y religión del mundo árabe. Aparte es el fundador y director de la editorial “Badawi artes afro arábica”. En el 2011 además fundó una empresa que asesora a empresarios europeos en el trato con clientes árabes.

## Música
Mohamed Badawi es el fundador, compositor y cantante de los grupos “Badawi Band”, “Diwan” y “El Nour Ensemble”. También toca el laúd árabe y una variante sudanesa del tambor. En sus proyectos musicales ha trabajado entre otros con la “Südwestdeutsche Philharmonie” (orquesta filarmónica del Sudoeste alemán) y músicos de varios países africanos, europeos, norteamericanos y de Siria y Australia.

## “Sudan Education Project”
Mohamed Badawi también es el fundador del “Sudan Education Project” (Proyecto de educación para el Sudán) que consiste en dos partes. Por un lado concibió un concepto para la fundación de la “Nihal European University”, una universidad europea en el área de Jartum. Por otro lado en el  proyecto se les da clases de música a niños de la calle.

## Obras
- Mohamed Badawi / Christian A. Caroli: As-Sabil. Praktisches Lehrbuch zum Erlernen der Arabischen Sprache der Gegenwart, Band 1, Constanza 2005. ISBN 978-3-938828-01-4 (As-Sabil. Libro de texto práctico para aprender el idioma árabe moderno)
- Mohamed Badawi / Christian A. Caroli: As-Sabil – Sammelbände für Kulturpluralismus, Band 1 (Europa und der Islam), Constanza 2007. ISBN 978-3-938828-04-5 (As-Sabil – Antologías para el pluralismo cultural, tomo 1 (Europa y el islam))
- Mohamed Badawi / Christian A. Caroli: As-Sabil: Grundlagen der arabischen Schrift, Constanza 2008. ISBN 978-3-938828-17-5 (As-Sabil: Fundamentos de la escritura árabe)
- Mohamed Badawi / Christian A. Caroli: As-Sabil: Grundlagen der arabischen Verblehre, Constanza 2008. ISBN 978-3-938828-14-4 (As-Sabil: Fundamentos de los verbos árabes)
- Mohamed Badawi / Christian A. Caroli: As-Sabil – Sammelbände für Kulturpluralismus, Band 2 (Das Aufeinandertreffen von Kulturen), Constanza 2009. ISBN 978-3-938828-26-7 (As-Sabil – Antologías para el pluralismo cultural, tomo 2 (El encuentro de culturas))